# Skärholmens gård

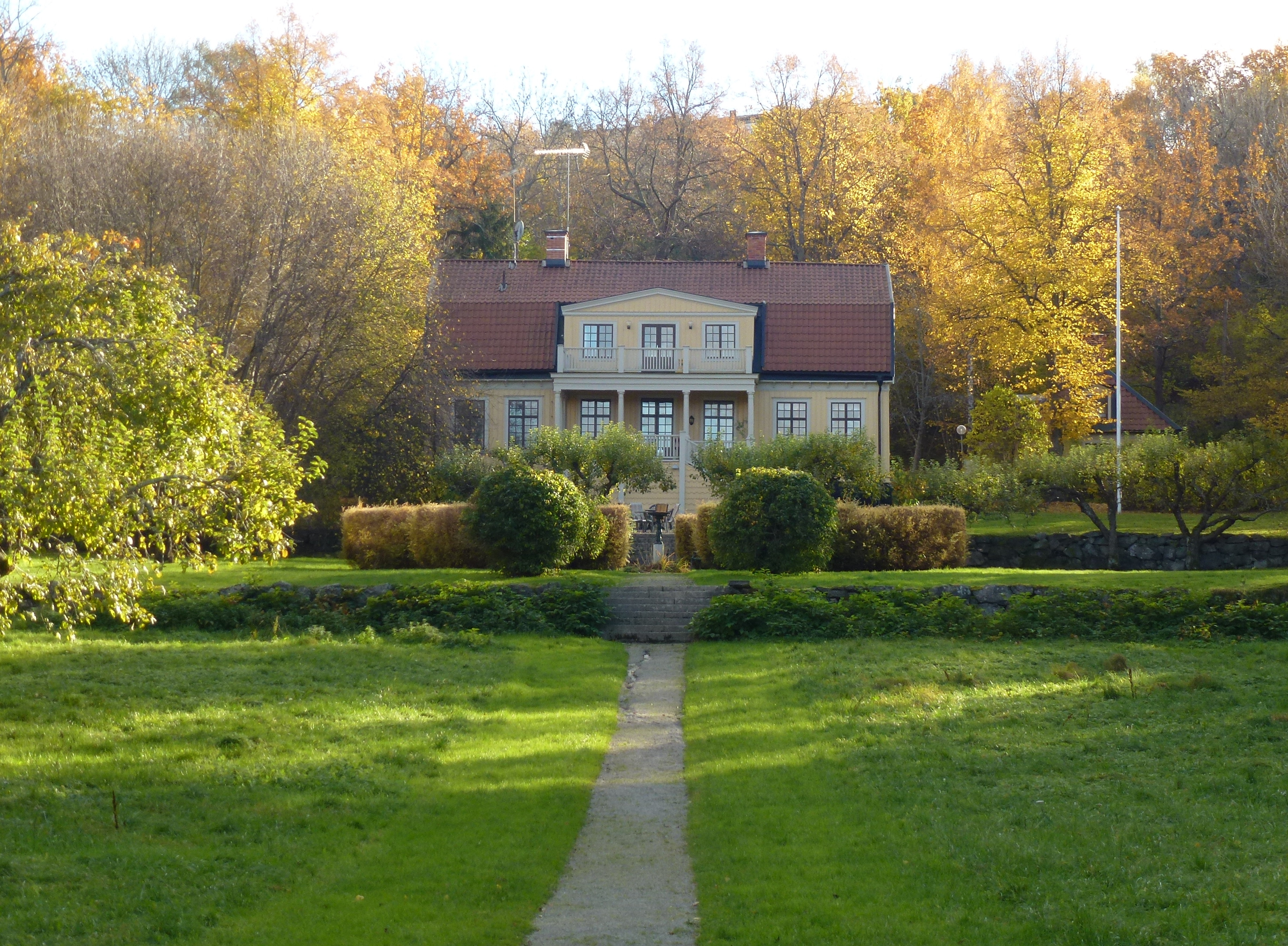
Skärholmens gård, huvudbyggnad från nordväst, oktober 2012.

Skärholmens gård är en herrgård i Huddinge socken i Stockholms kommun. Gården ligger vid Mälaren i Skärholmen. Gården var ursprungligen ett torp under Vårby gård men byggdes under mitten av 1700-talet om till sommarnöje för välbeställda Stockholmare. 1945 köptes gården av Stockholms Stad och ägs idag av AB Stadsholmen. Föreningen Skärholmens gård förvaltar för närvarande (2011) gården. Fastigheten är blåmärkt av Stadsmuseet i Stockholm vilket innebär "att bebyggelsen bedöms ha synnerligen höga kulturhistoriska värden".

## Historia

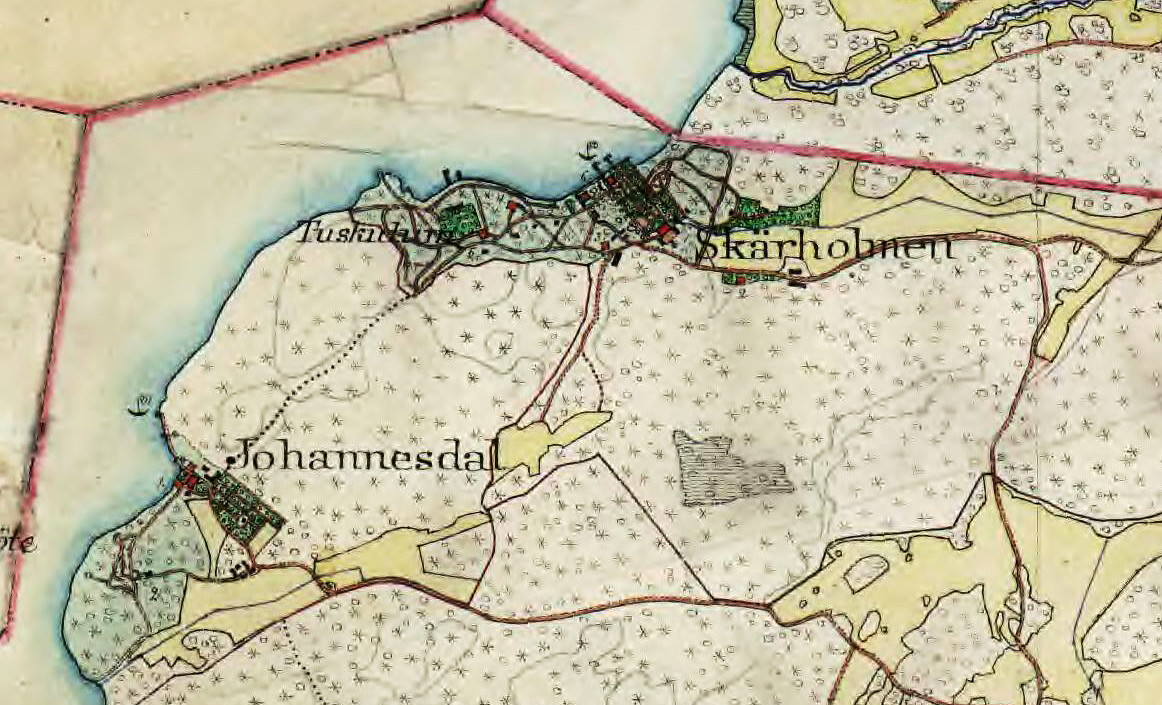
Skärholmen, Tusculum och Johannesdal på Häradsekonomiska kartan från 1906.

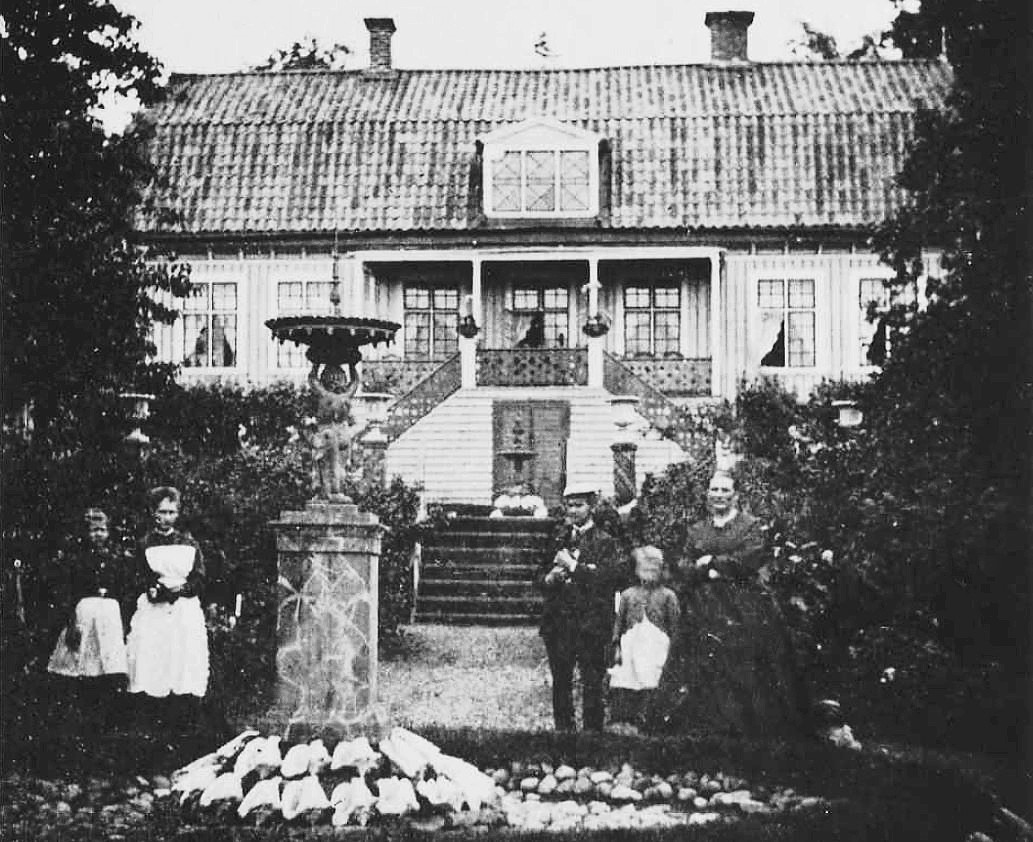
Utanför Skärholmens gård på 1870-talet.

Torpet omnämns första gången 1627, då som Skierholmen, senare Skärholmen. Förleden ”Skär-” kan vara ett dialektord, "sten och berghällar som sticker upp ur marken", och efterledet innehåller holm eller holme. Torpet Skierholmen lydde ursprungligen under det stora godset Vårby gård.
År 1750 förvärvade köpmannen Engelbert Gother marken från Vårby gård och lät uppförda nuvarande herrgårdsliknande anläggning med huvudbyggnad, flyglar och en park ner mot Fiskarfjärden samt sjöstugor och båtbryggor. Här kunde han och hans familj bo sommartid. Kring sekelskiftet 1800 var slottsstenhuggaren J.A. Göthe Skärholmens ägare. Han lät bland annat installera en stor skulpterad spis i salen. Spisen kom från Stockholms slott som togs bort där i samband med en modernisering på 1790-talet. 
Under 1800-talet vandrade egendomen genom många händer. I regel var det välbärgade stockholmare som nyttjade mangården som sommarbostad och utarrenderade jordbruket. När Mälarens ångbåtstrafik kommit igång ordnades på 1840-talet nöjesturer av Mosebackes nöjespappa C.A. Wallman ut till Skärholmens brygga där passagerarna kunde dansa. 
Kring 1850-talet moderniserades huset med bland annat takkupor och veranda ut mot Mälaren. Vid sekelskiftet 1900 kom bland annat kakelugnarna till och gården fick sitt nuvarande utseende med träkolonner och dubbeltrappen mot sjön klädd med fjällpanel. I Mälaren nedanför huvudbyggnadens centralaxeln fanns kring sekelskiftet 1900 ett flytande badhus som hade torn och höj- och sänkbar bassäng. Badhuset var äldre än så, det syns redan på en vy över Skärholmen från 1848.
Den siste private ägaren var greven Adam Lewenhaupt som fick gården 1910 genom gifte. Fram till hans bortgång 1944 var Skärholmen i familjen Lewenhaupts ägo och deras sommarställe. Familjen bodde i mangården medan i flyglarna huserade husmamsell och piga respektive informator och betjänt.

## Historiska bilder

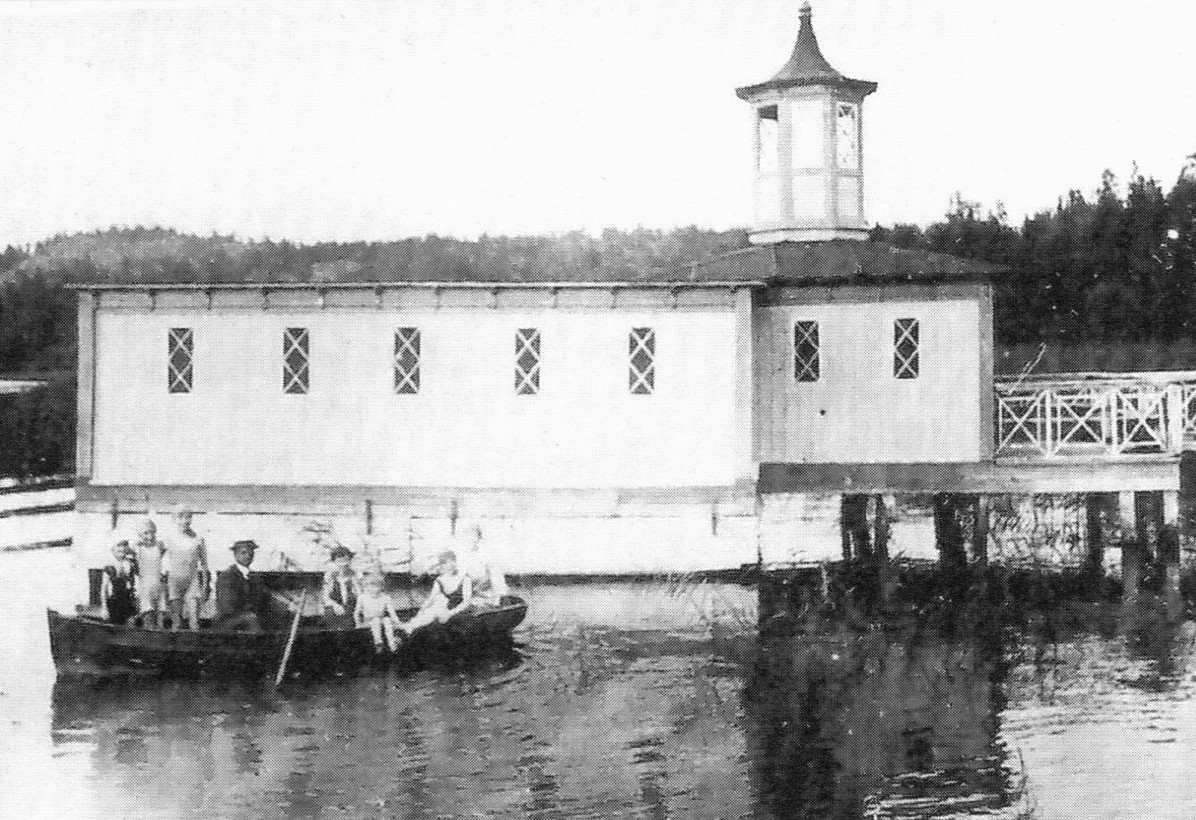
Badhuset vid Skärholmens gård 1922.
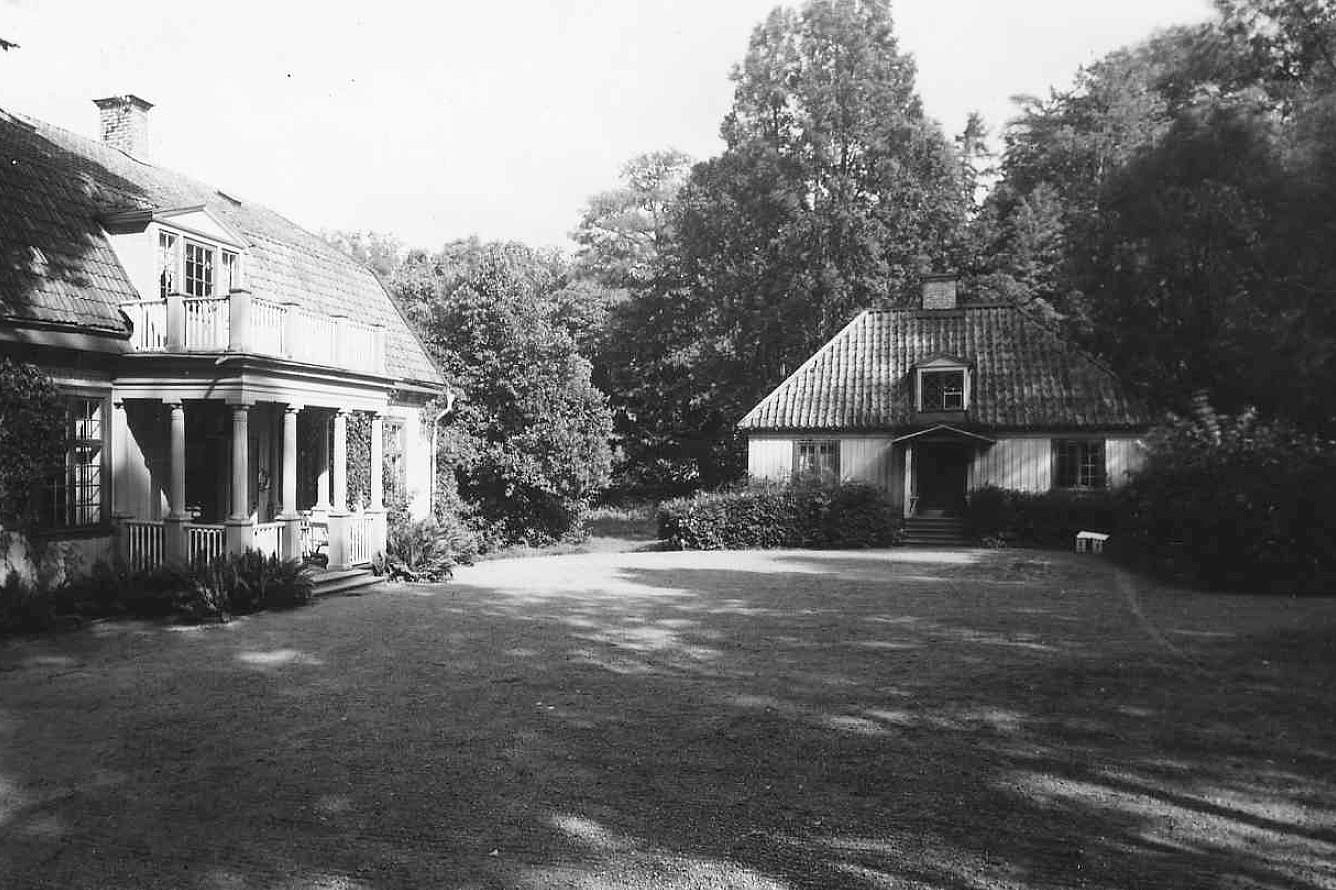
Huvudbyggnad och västra flygel, 1945.
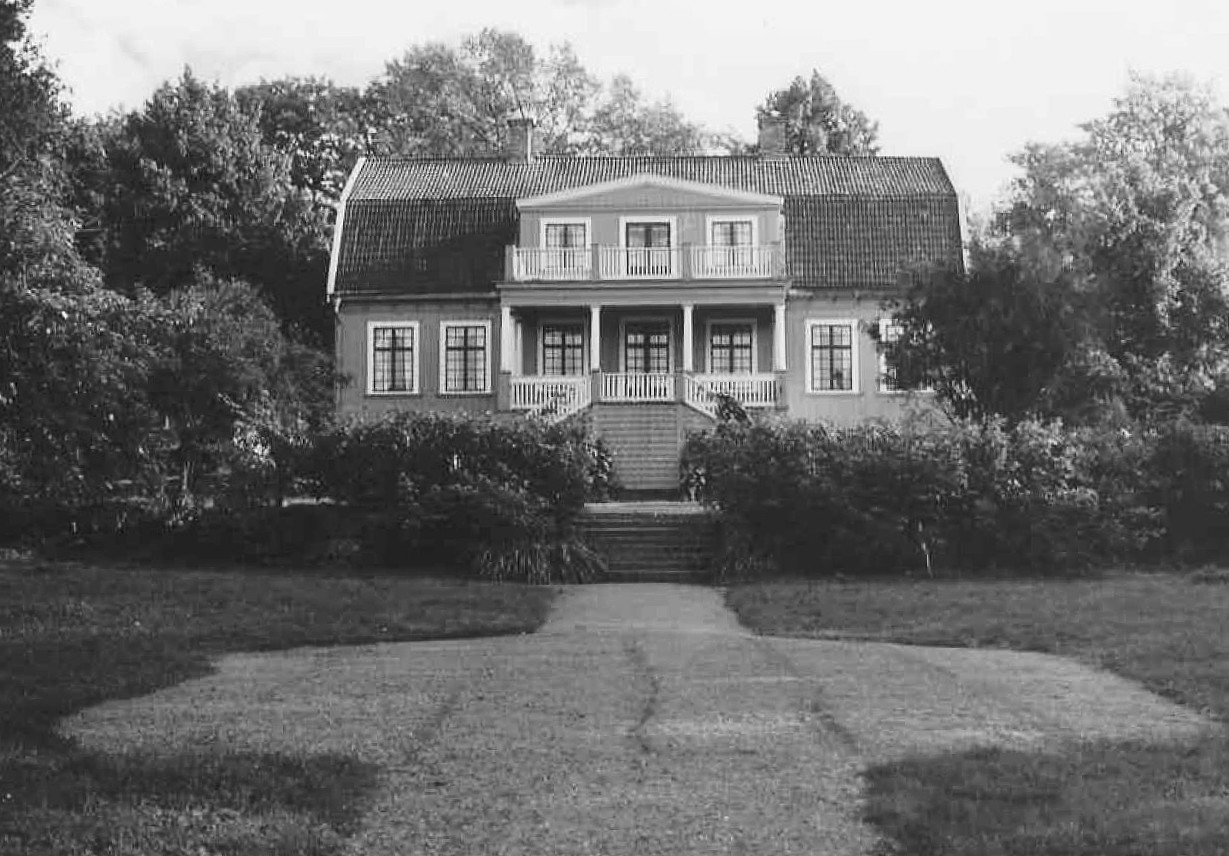
Huvudbyggnaden från nordväst, 1962.
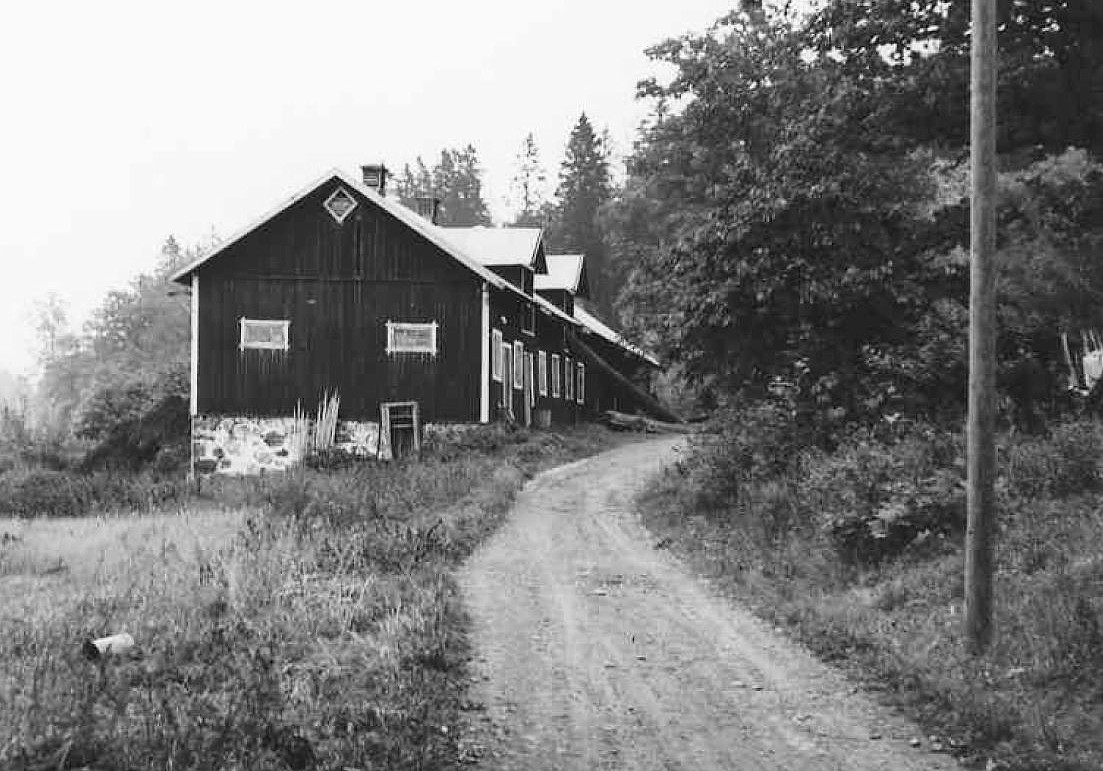
Skärholmens gård, ladugården (riven), 1962.
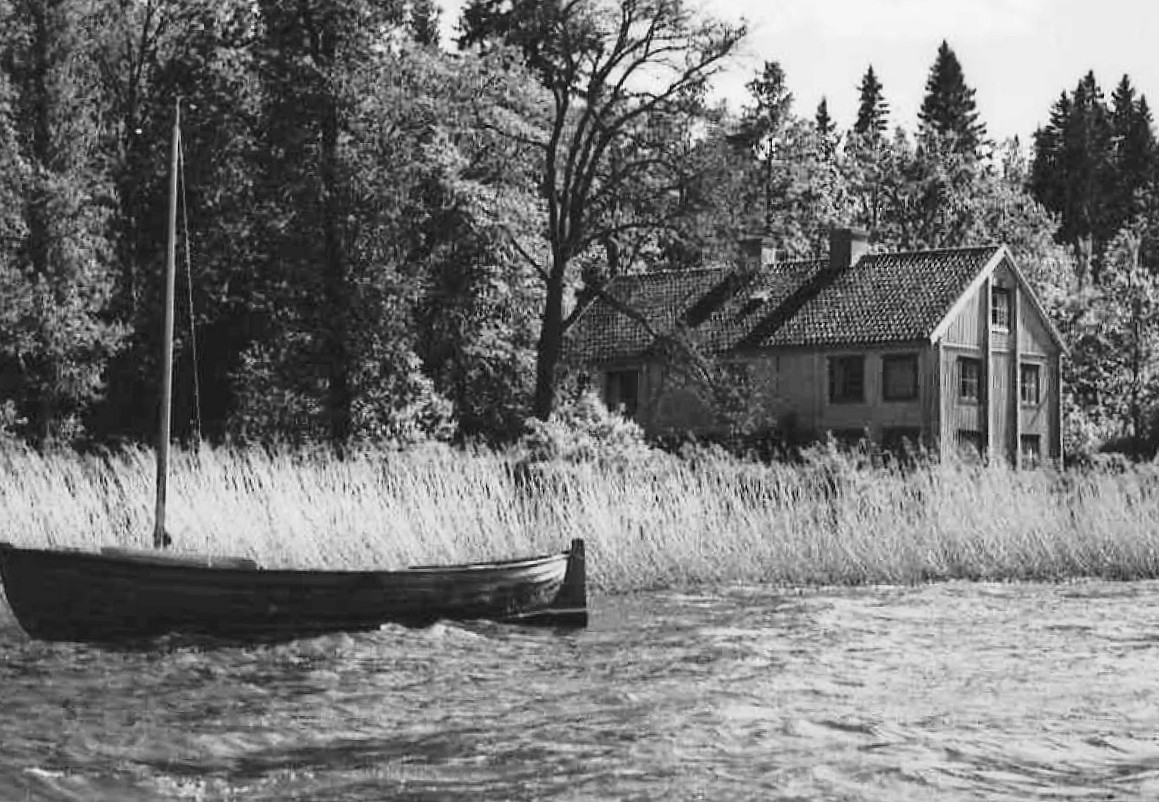
Sjövillan, 1962.

## Skärholmsgårdens vidare öden

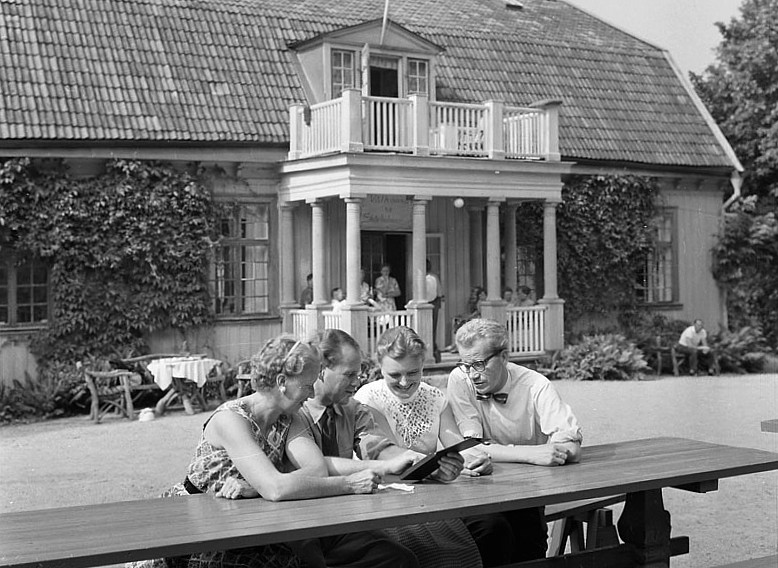
Scoutförbundet ger föräldrakurs, 1957.

År 1945 köptes gården samt Sjövillan av Stockholms stad. I köpet ingick även Villa Bergudden och Villa Tusculum samt ekonomibyggnader, ladugård och växthus. Ansvaret för gården övertogs 1946 av Stockholms stads Idrotts- och friluftsstyrelsen. Gårdens jordbruk arrenderades ut. Den siste arrendatorn var Birger och Ester Jansson som bodde 1964 i ett hus vid nuvarande Skärholmsgårdsvägen väster om gården.
Efter en nedgångsperiod, då huset bland annat användes av Svenska scoutförbundet, reparerades gården omkring 1960, vilket gjordes rätt pietetslöst, bland annat kläddes en del innerväggar med masonit. Därefter stod gården periodvis tom och igenbommad och utsattes för vandalism. Trädgården förvildades, endast ångbåtsbryggan underhölls. 1970 brann Villa Bergudden ner, troligen på grund av en anlagd brand.
Under år 1977 följde ytterligare en renovering. I samband med den tillkom nuvarande köket och toaletterna. Fasaderna kläddes delvis med ny träpanel och taket lades om. Sedan dess genomgår gården ständigt små restaureringar och förbättringar. Bland annat härrör den öppna spisen i matsalen från Stockholms slott. 
År 1988 bildades Föreningen Skärholmens gård som hyrde gården av AB Stadsholmen och förvaltade byggnaderna från 2007 samt upplät gården för olika kulturevenemang. 1996 bildades Föreningen Skärholmens Gårds Vänner som en stödförening till Föreningen Skärholmens Gård. Denna upplöstes dock 2007. 2013 tvingades Föreningen Skärholmens Gård att lämna gården p.g.a. för hög hyra. Av denna anledning upplöstes föreningen samma år. 
I förlängningen med huvudaxeln mot Mälaren ligger två stugor troligen från 1800-talets början som ursprungligen fungerade som tvättstuga respektive trädgårdsmästarbostad. Strax väster därom finns den så kallade Sjövillan, som uppfördes på 1840-talet. Fasaden består av grönmålad locklistpanel, eventuellt ursprunglig. Villan är sommarbostad.

## Nutida bilder

Exteriör
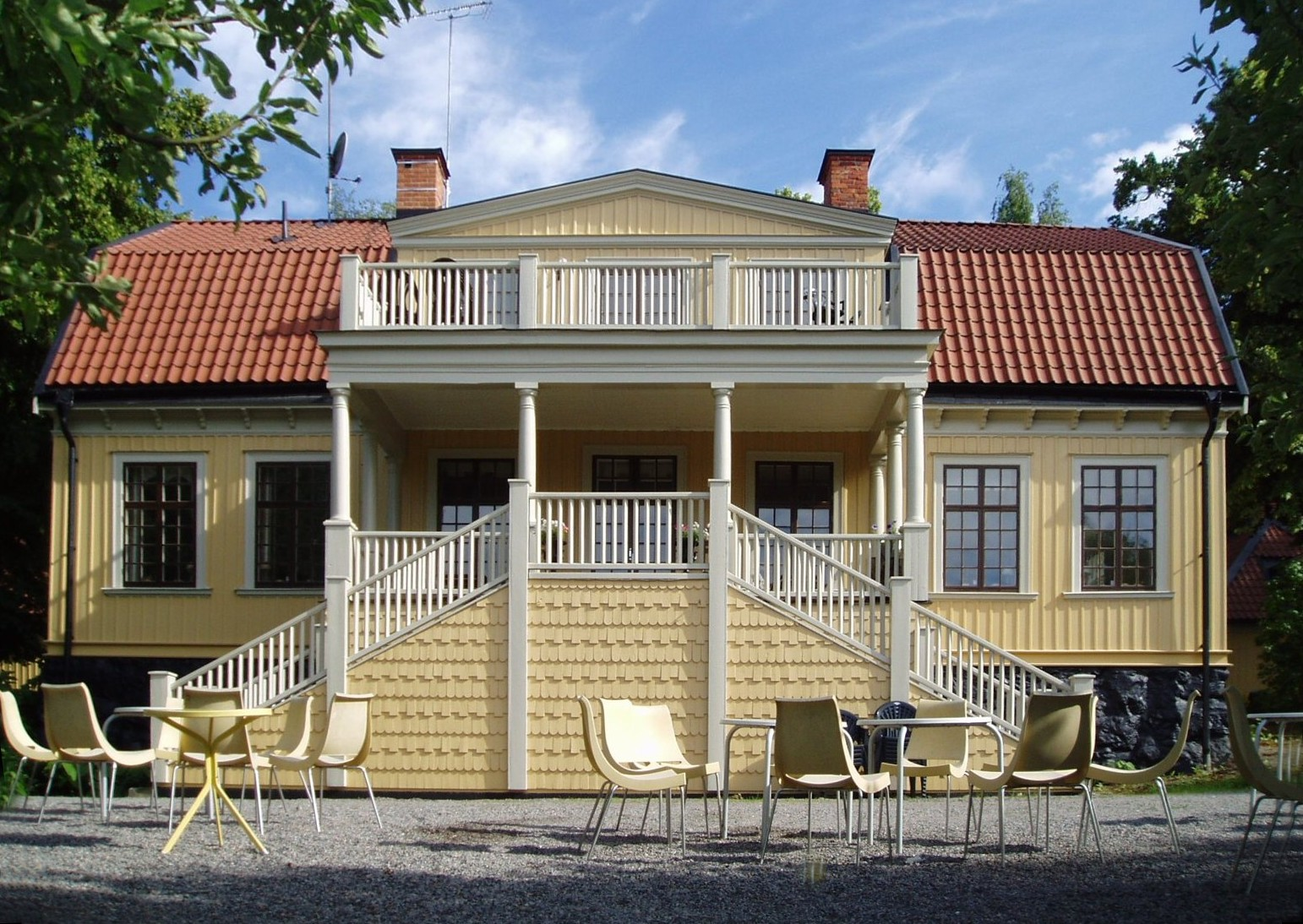
Fasad mot sjösidan
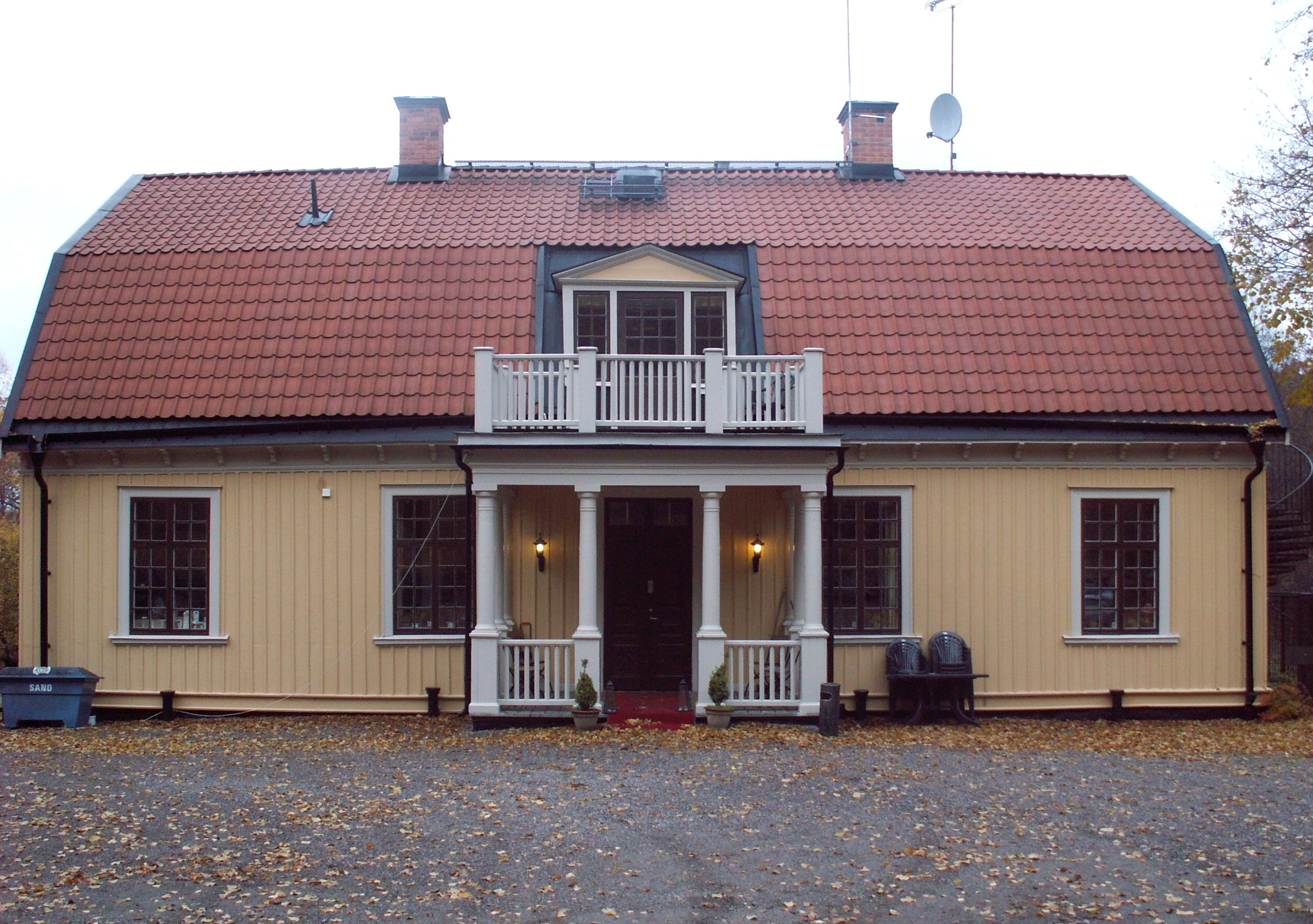
Fasad från landsidan
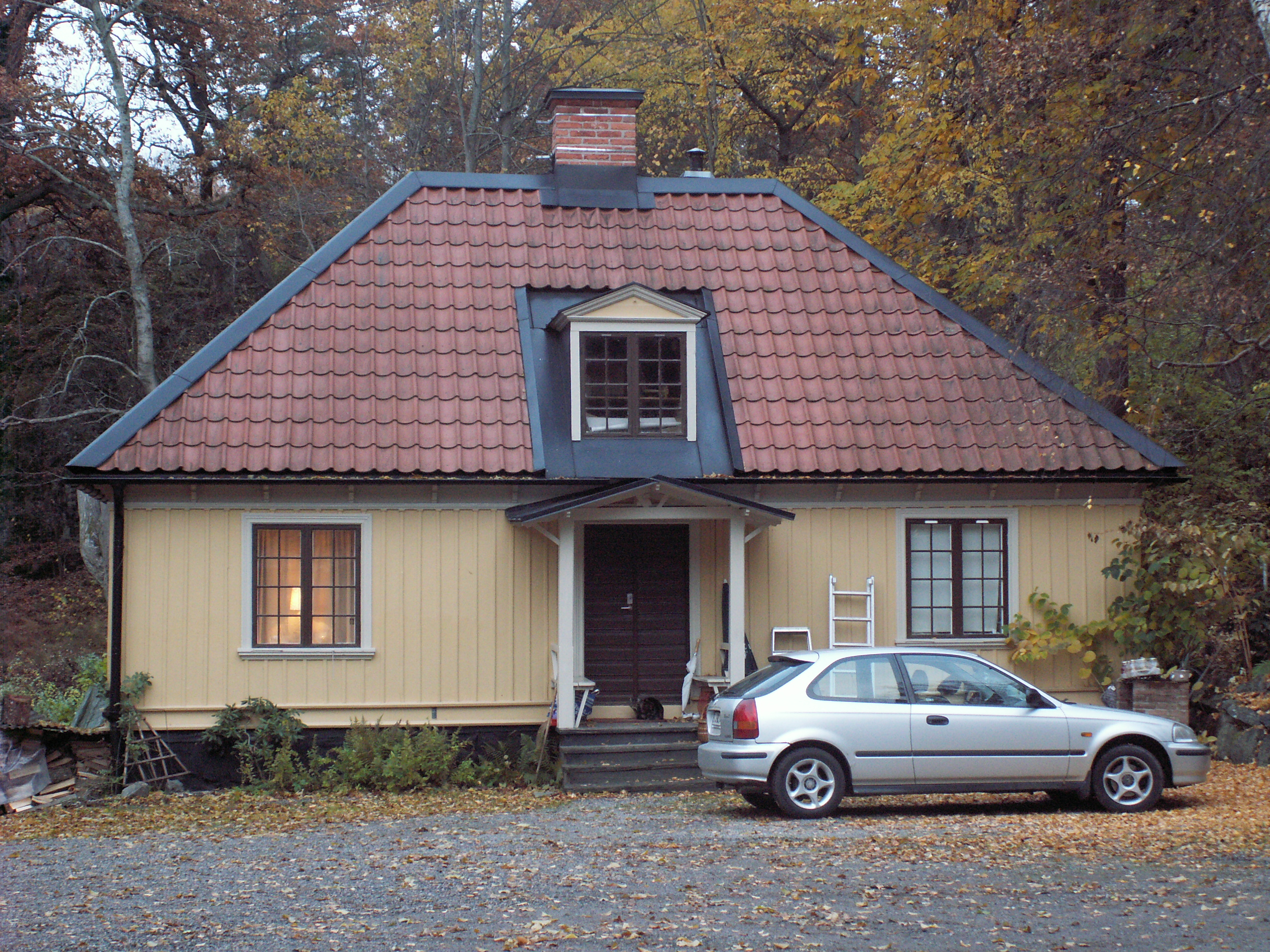
En av flygelbyggnaderna
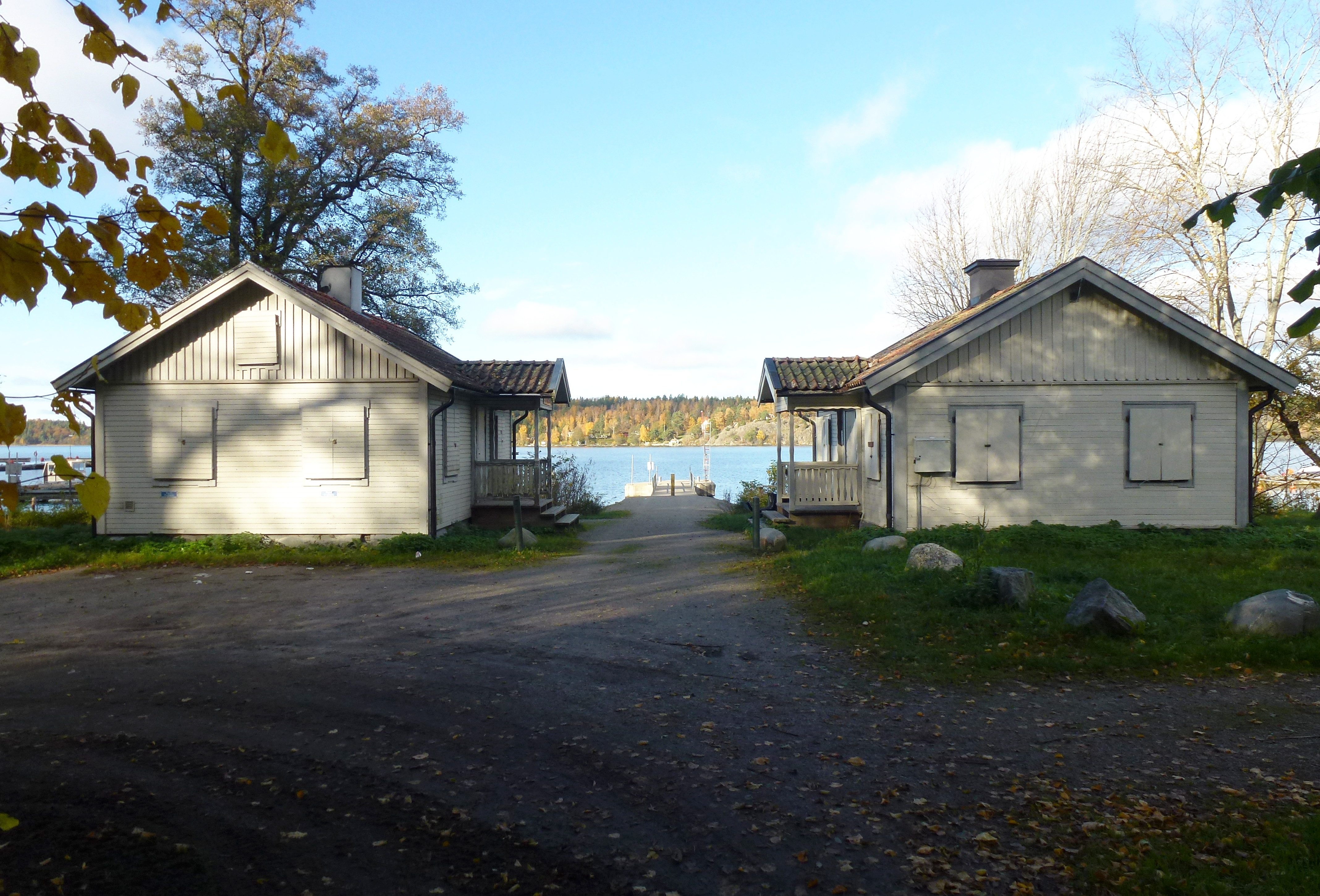
Sjöstugorna med Skärholmens brygga längst fram
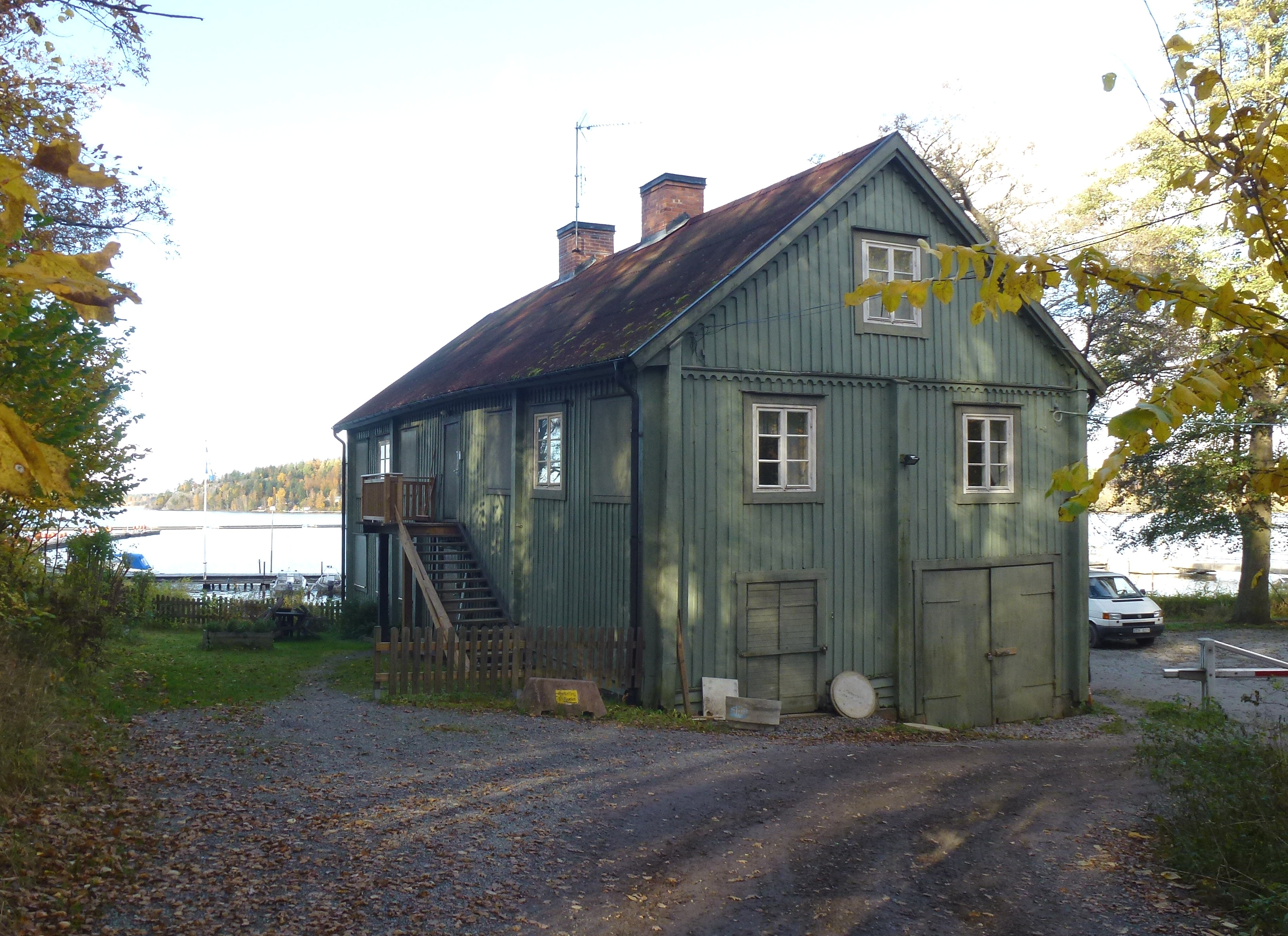
Sjövillan

Interiör
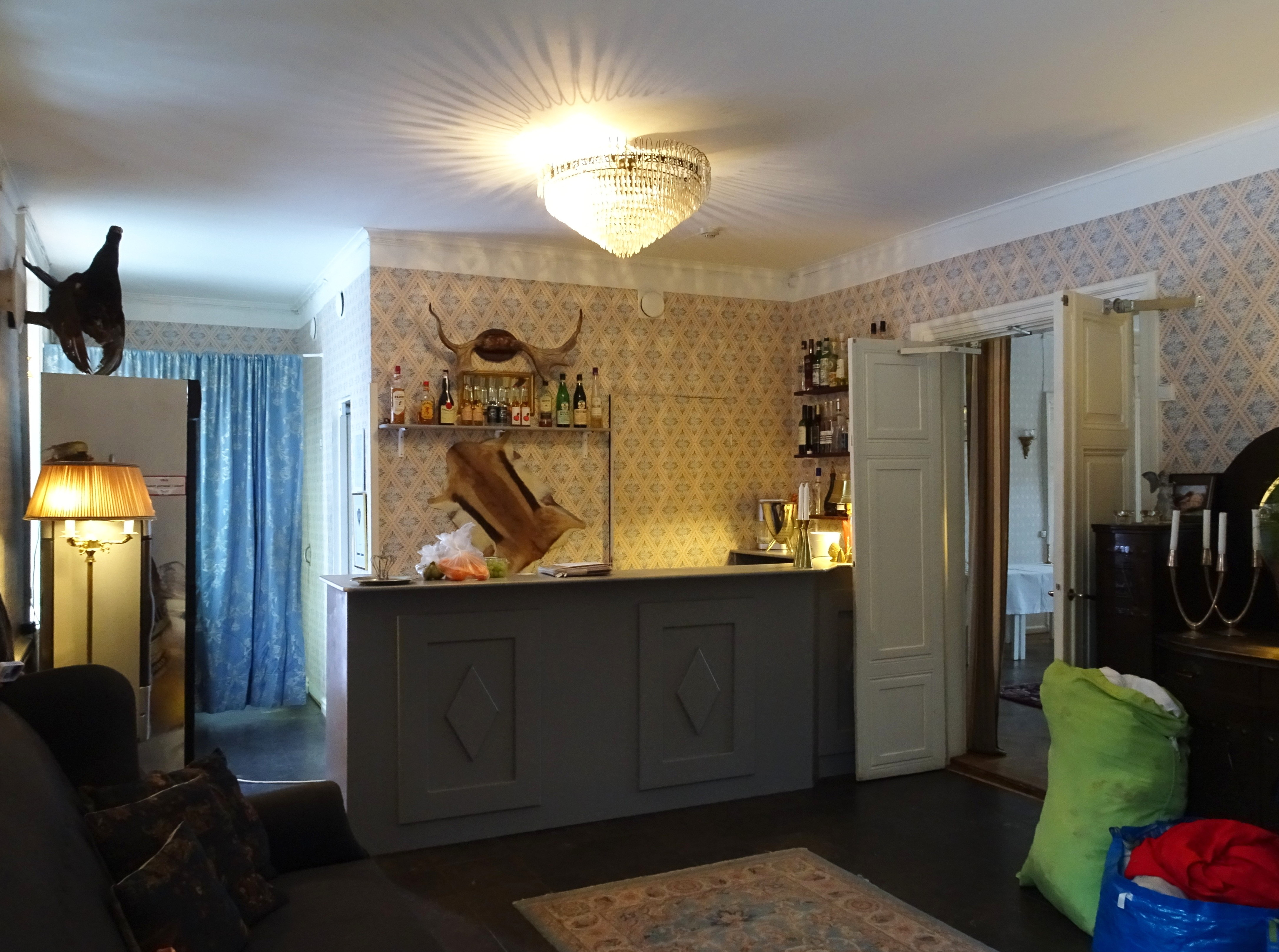
Entrén och baren
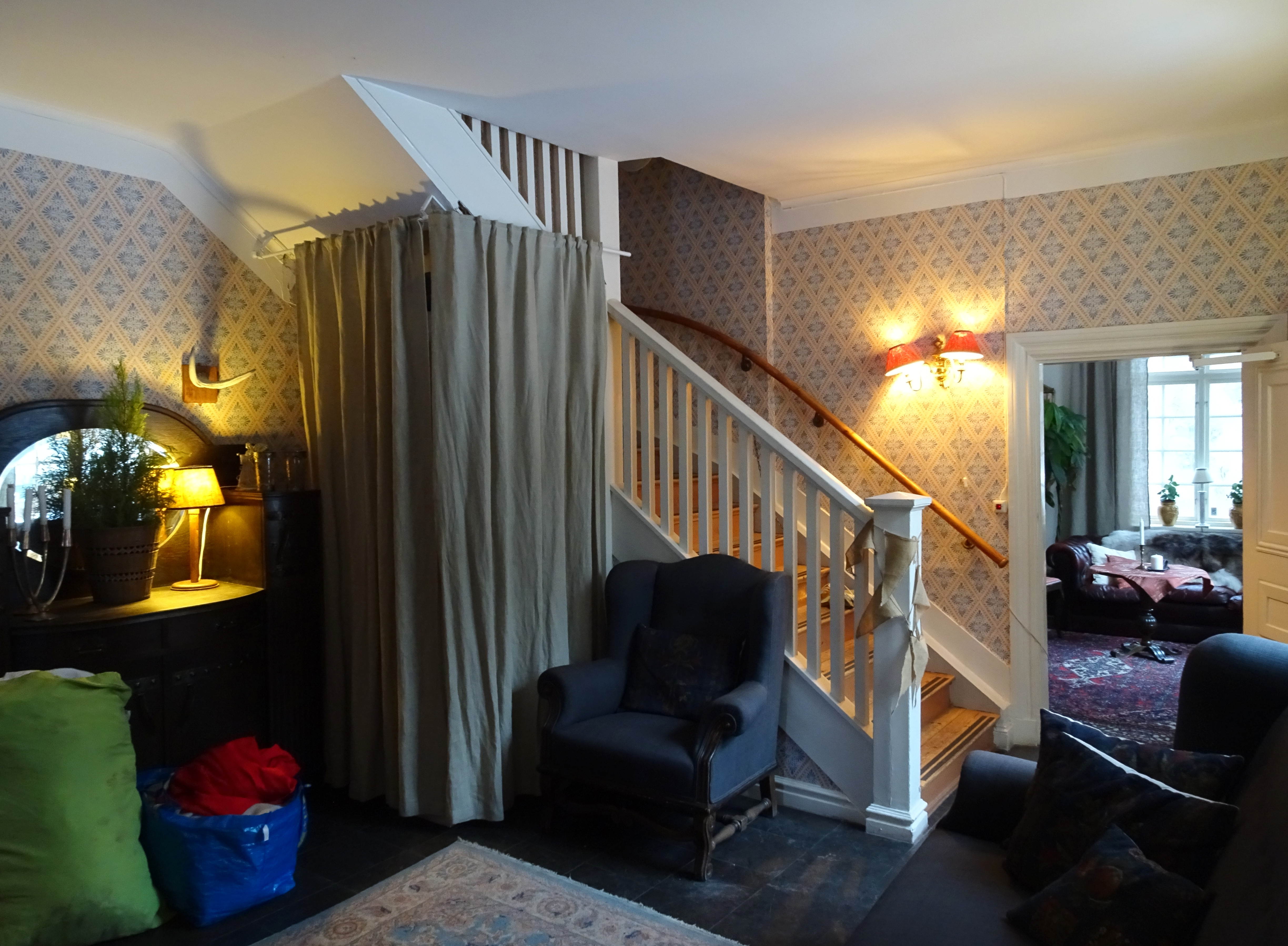
Entrén och trappan
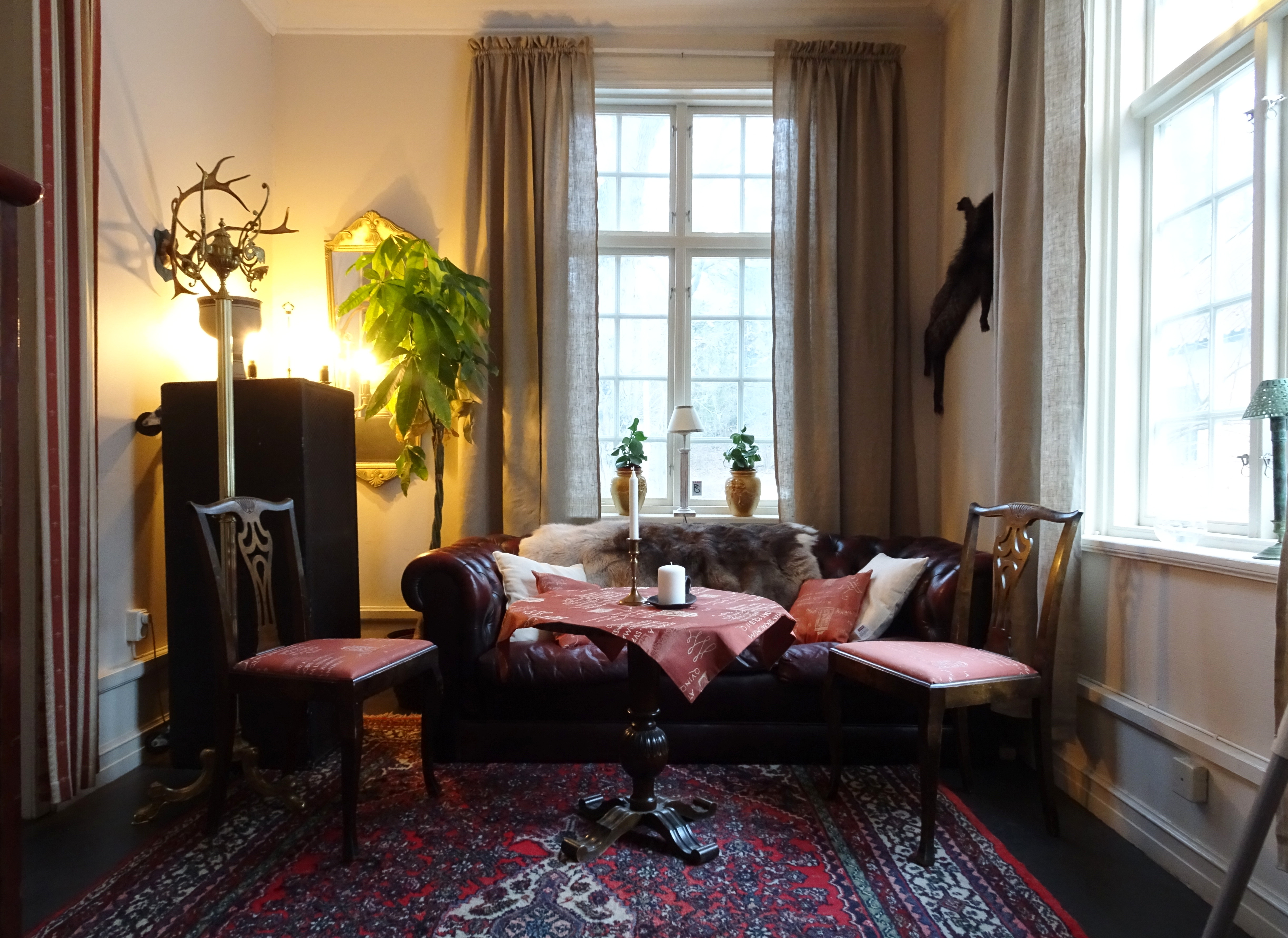
Lounge
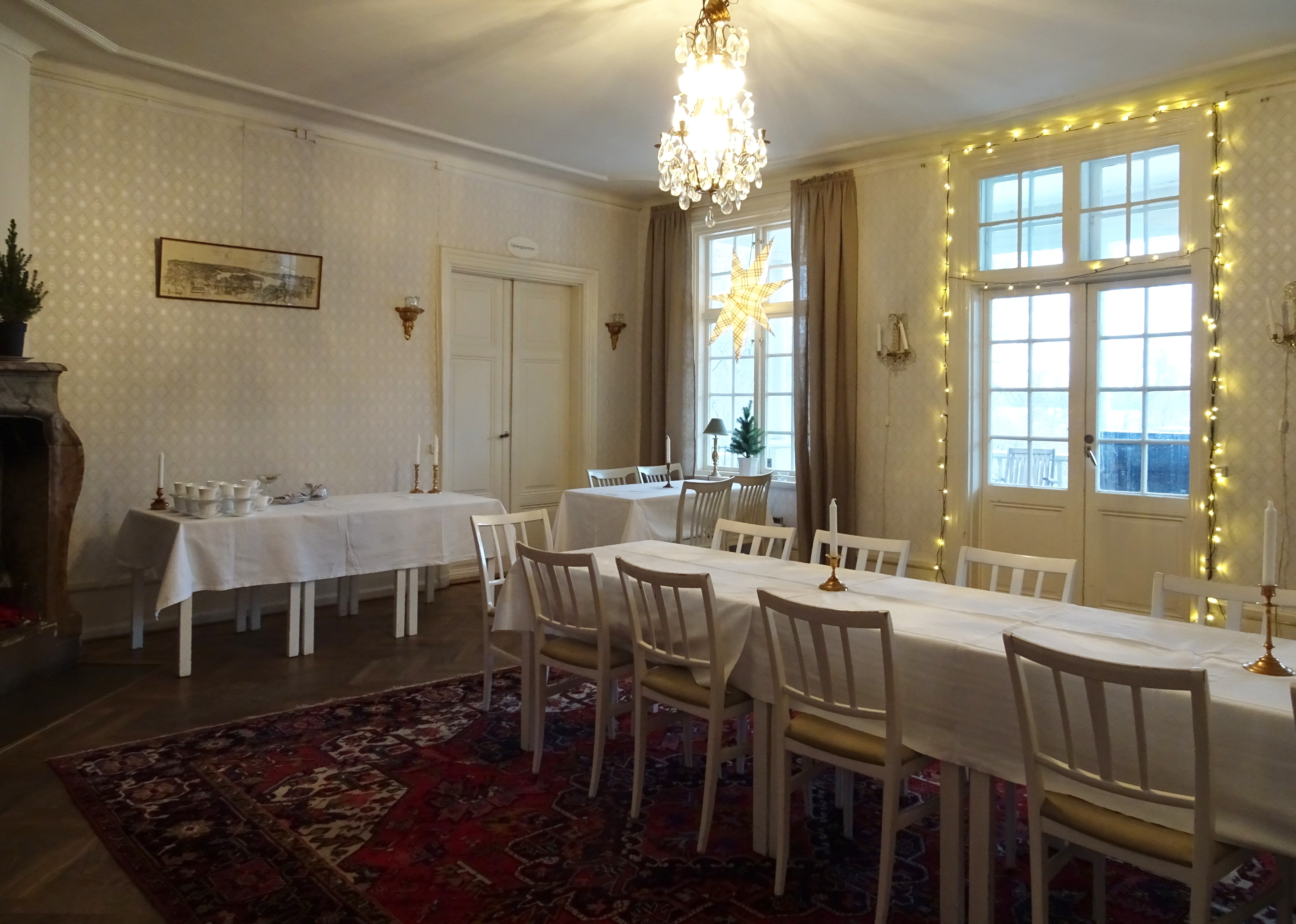
Matsalen
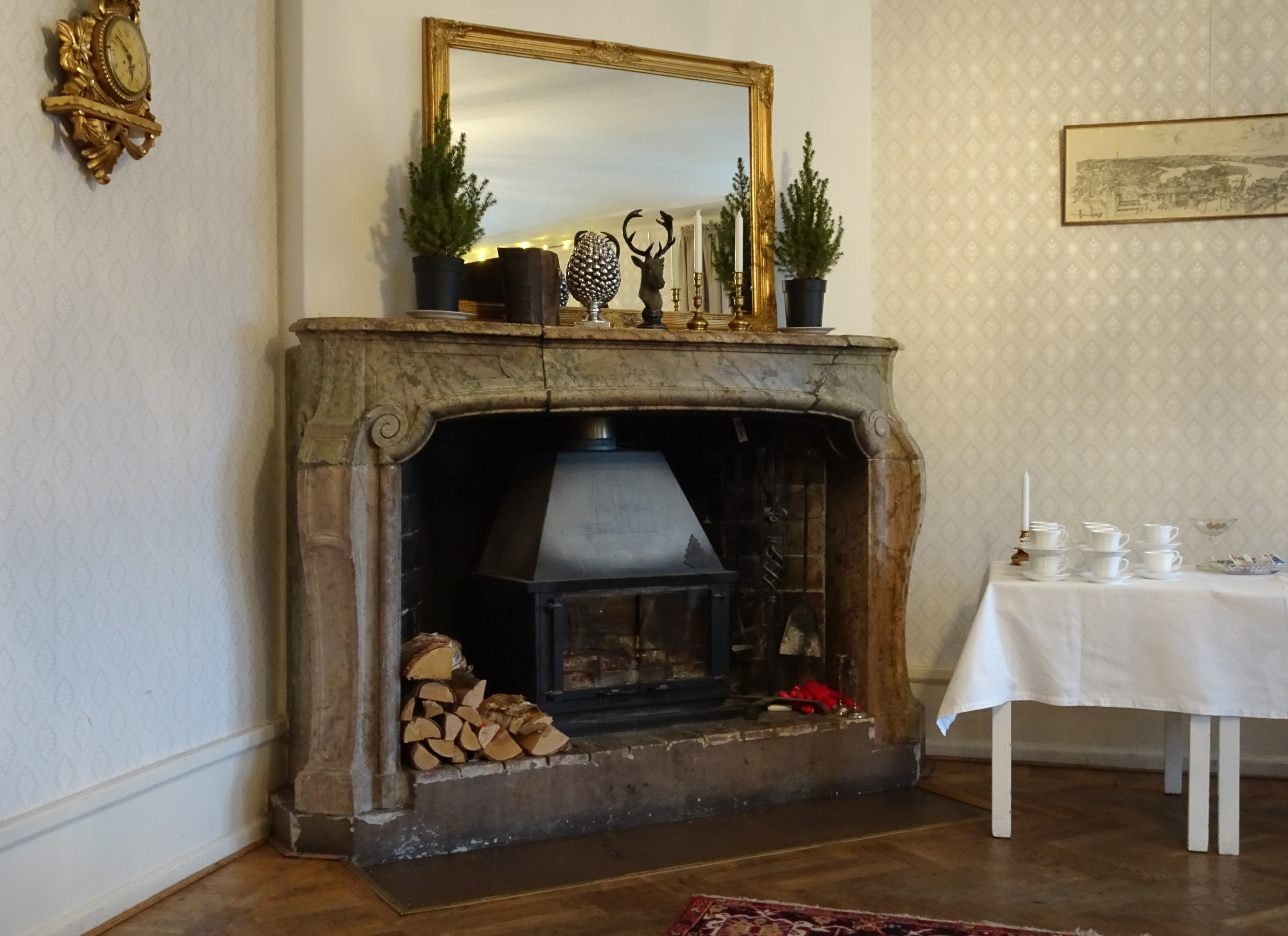
Öppna spisen i matsalen